# Josia dognini
Josia dognini är en fjärilsart som beskrevs av Erich Martin Hering 1925. Josia dognini ingår i släktet Josia och familjen tandspinnare. Inga underarter finns listade i Catalogue of Life.